# Philip Allen (Fußballspieler)
Philip John Allen (* 5. November 1902 in Brentford; † 1992) war ein englischer Fußballspieler.

## Karriere
Allen diente bei den Grenadier Guards, spielte für Auswahlteams der Armee und war auch beim FC Chelmsford aktiv, bevor er 1922 zum FC Brentford kam. Dort spielte er überwiegend für das Reserveteam in der London Combination, zu seinem Debüt für die erste Mannschaft in der Third Division South kam er im November 1922, bei einer 0:1-Niederlage beim FC Reading. Obwohl er im Saisonverlauf keine weitere Partie in der ersten Mannschaft bestritt, verblieb er auch für die folgende Saison beim Verein und kam im September und Oktober 1923 in je einem weiteren Auswärtsspiel auf der Verteidigerposition zum Einsatz, ein Punktgewinn gelang abermals nicht. Nach Saisonende setzte er seine fußballerische Laufbahn zunächst in der Southern League bei Peterborough & Fletton United fort, daran schlossen sich Engagements beim FC Wellingborough und Stamford Town in der Northamptonshire League an.